# Victor Loturi
Victor Lokai Loturi (ur. 21 maja 2001 w Calgary) – kanadyjski piłkarz pochodzenia sudańskiego występujący na pozycji środkowego lub defensywnego pomocnika, reprezentant Kanady, od 2025 roku zawodnik CF Montréal.
Jego rodzice pochodzą z Sudanu Południowego. Jego brat William Akio również jest piłkarzem, występuje w reprezentacji Sudanu Południowego.